# Damalacantha
Damalacantha is een geslacht van rechtvleugeligen uit de familie sabelsprinkhanen (Tettigoniidae). De wetenschappelijke naam van dit geslacht is voor het eerst geldig gepubliceerd in 1951 door Bey-Bienko.

## Soorten
Het geslacht Damalacantha omvat de volgende soorten:
- Damalacantha immaculata Bey-Bienko, 1951
- Damalacantha sinica Bey-Bienko, 1951
- Damalacantha vacca Fischer von Waldheim, 1846
- Damalacantha xinjiangensis Zheng, 1994